# Majornas IK
Majornas IK (IK = Idrottsklubb, deutsch: Sportverein) ist ein schwedischer Sportverein aus Göteborg. Der am 8. August 1916 gegründete Verein ist vor allem durch seine Handballmannschaft der Herren bekannt. Angeboten werden zudem Bowling und Leichtathletik.

## Abteilungen

### Handball
Die Herren-Handballmannschaft von Majornas IK gehörte in den 1940er Jahren zu den dominierenden Mannschaften Schwedens. Nachdem sie 1935 bei der Auftaktsaison der Allsvenskan hinter Redbergslids IK die Vizemeisterschaft erreicht hatte, gelang 1938 der erste Landesmeistertitel. Zwischen 1940 und 1944 siegte sie fünfmal in Folge. Nach einer weiteren Vizemeisterschaft hinter IFK Karlskrona 1945 rutschte die Mannschaft in den folgenden Jahren ab und belegte 1948 den letzten Nicht-Abstiegsplatz. Nach einigen Mittelfeldplätzen spielte sie Mitte der 1950er Jahre erneut gegen den Abstieg, der 1957 hingenommen werden musste. Nach dem direkten Wiederaufstieg hielt sich die Mannschaft bis 1964 in der ersten Liga. 

### Fußball
Die Fußballmannschaft von Majornas IK machte 1932 erstmals überregional auf sich aufmerksam, als der Aufstieg in die zweitklassige Division 2 Västra gelang. Dort verpasste die Mannschaft nach drei Saisonsiegen den Klassenerhalt und musste gemeinsam mit Degerfors IF wieder absteigen. Zwei Jahre später blieb sie in der dritten Liga ohne Saisonsieg und verabschiedete sich bis 1938 in die Viertklassigkeit. In den folgenden Jahren etablierte sich die Mannschaft auf dem dritten Liganiveau und spielte Anfang der 1940er Jahre um die Rückkehr in die Zweitklassigkeit. 1947 fiel der Klub einer Ligareform zum Opfer, bei der die Anzahl der Drittligastaffeln reduziert wurde, und musste sich erneut aus dem höherklassigen Fußball verabschieden.
Die folgenden Jahrzehnte verbrachte die Fußballmannschaft von Majornas IK im unterklassigen Ligabereich, in den 1960er Jahren spielte sie vereinzelt in der vierten Liga ohne sich langfristig etablieren zu können. 2000 gelang dem Klub der Wiederaufstieg in die fünftklassige Division 4 Göteborg A, aus der er nach zwei Jahren wieder absteigen musste. 2006 löste sich die Fußballsektion aufgrund Spielermangels auf.